# Église Sainte-Anne de Mirabella
L’église Sainte-Anne de Mirabella (Chiesa dei sant'Anna a Mirabella ou bien Mirabelli), communément appelée « a Mirabella », est une église située dans le quartier (frazione) de Campora San Giovanni de la commune d'Amantea, dans la province de Cosenza, en Italie. 
Elle fait partie de la paroisse de Saint-Pierre Apôtre.

## Historique
L'église a été construite au XIXe siècle dans le cadre des propriétés foncières de la famille Mirabelli d'Amantea, dont le quartier prendra son nom. Dans l'église sont conservés des missels du XVIe siècle, d'une grande valeur historico-religieuse.

## Galerie

Vues de l'intérieur
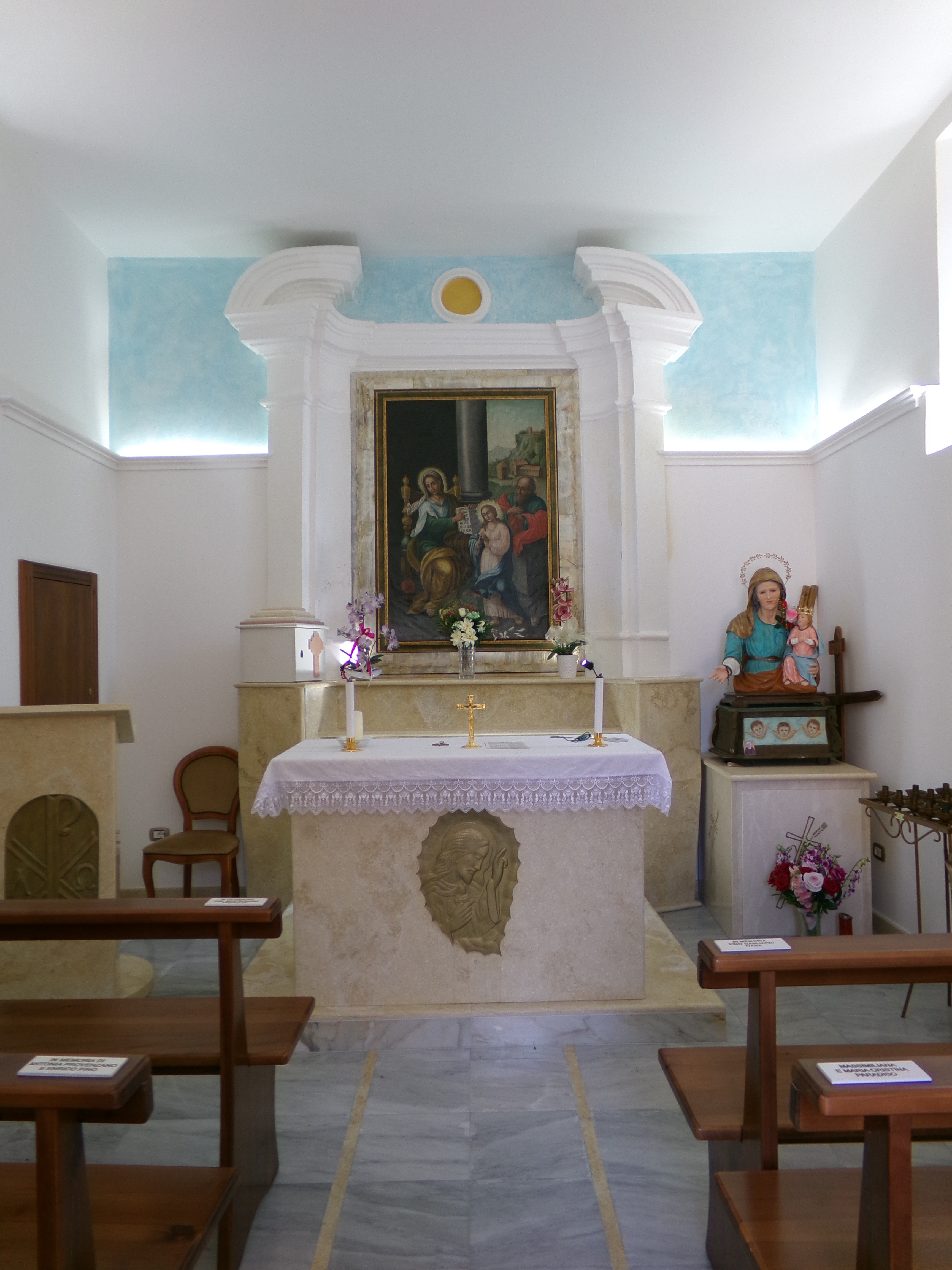
L'autel avec le buste de sainte Anne, à droite.
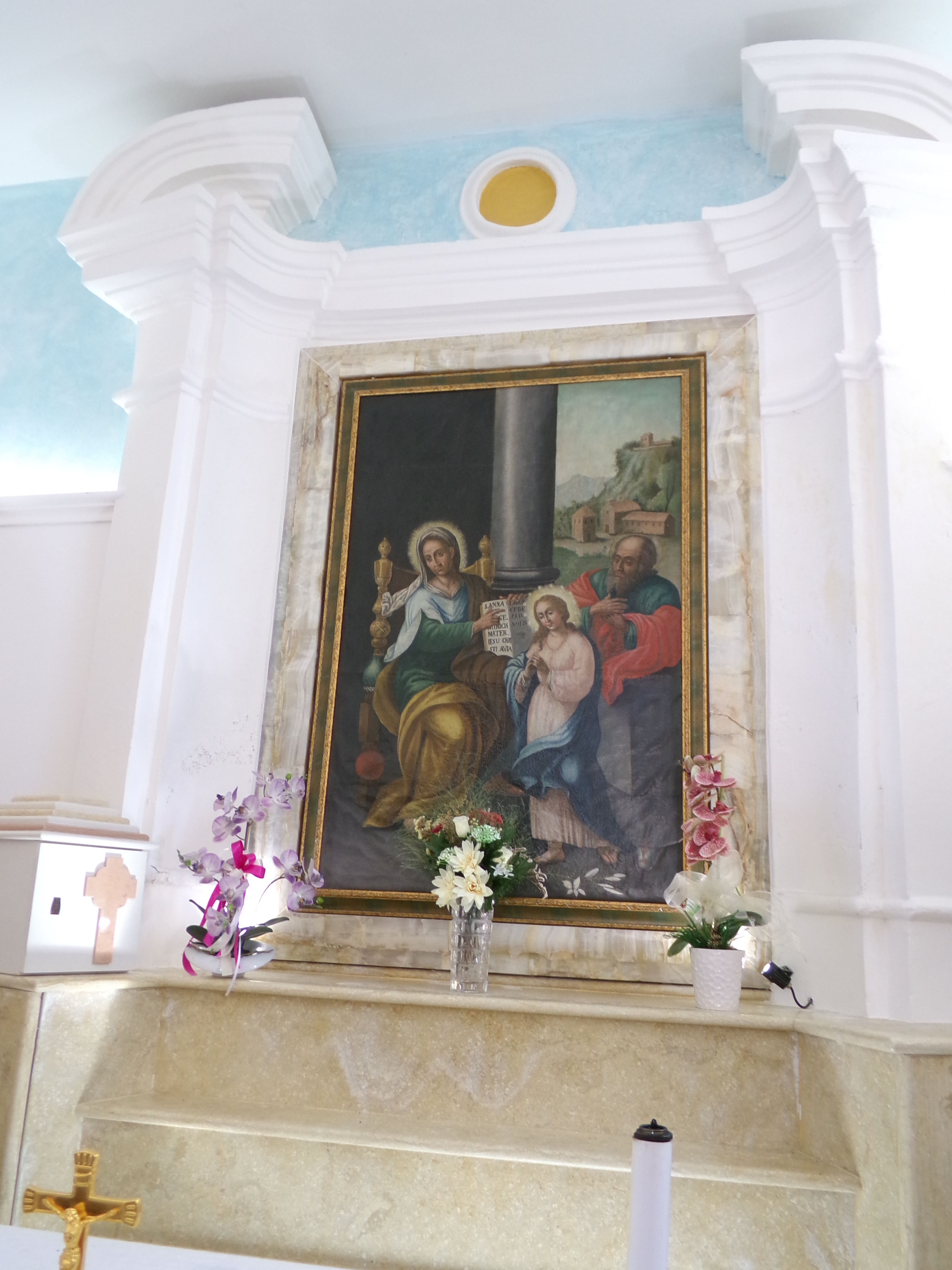
Peinture de sainte Anne derrière le maître-autel.